# Szojuz TMA–8
A Szojuz TMA–8 a Szojuz–TMA orosz háromszemélyes szállító/mentőűrhajó űrrepülése volt 2006-ban. A 29. emberes repülés a Nemzetközi Űrállomásra (ISS).

## Küldetés
Hosszú távú cserelegénységet szállított a Nemzetközi Űrállomás fedélzetére. A tudományos és kísérleti feladatokon túl az űrhajók cseréje volt szükségszerű.

## Jellemzői
2006. március 30-án a Bajkonuri űrrepülőtér indítóállomásról egy Szojuz–FG juttatta Föld körüli, közeli körpályára. Több pályamódosítást követően április 1-jén a Nemzetközi Űrállomást (ISS) automatikus vezérléssel megközelítette, majd sikeresen dokkolt. Az orbitális egység pályája 88,8 perces, 51,7 fokos hajlásszögű, elliptikus pálya perigeuma 202 kilométer, apogeuma 259 kilométer volt.
Az időszakos karbantartó munkálatok mellett elvégezték az előírt kutatási, kísérleti és tudományos feladatokat. Fogadták a teherűrhajókat (M55, M56, M57), kirámolták a szállítmányokat, illetve bepakolták a keletkezett hulladékot.
2006. szeptember 29-én Arkalik (oroszul: Арқалық) városától hagyományos visszatéréssel, a tervezett leszállási körzettől mintegy 80 kilométerre délre ért Földet. Összesen 182 napot, 22 órát, 43 percet és 17 másodpercet töltött a világűrben. 2885 alkalommal kerülte meg a Földet.

## Személyzet

### Felszállásnál
- Pavel Vlagyimirovics Vinogradov parancsnok
- Jeffrey Williams fedélzeti mérnök
- Marcos Cesar Pontes speciális kutatásfelelős

### Leszálláskor
- Pavel Vlagyimirovics Vinogradov parancsnok
- Jeffrey Williams fedélzeti mérnök
- Anousheh Ansari űrturista

### Tartalék személyzet
- Fjodor Nyikolajevics Jurcsihin  parancsnok
- Edward Michael Fincke fedélzeti mérnök
- Szergej Alekszandrovics Volkov fedélzeti mérnök